# Em-orn Phanusit
Em-orn Phanusit (ur. 25 marca 1988 r. w Bangkoku w Tajlandii). Siatkarka gra na pozycji atakującej.
Obecnie występuje w drużynie RBAC.